# Une drôle de fin
Pour plus de détails, voir Fiche technique et Distribution.
Une drôle de fin (A Futile and Stupid Gesture) est un film américain réalisé par David Wain, sorti en 2018.

## Synopsis
La vie de Douglas Kenney, fondateur du magazine National Lampoon.

## Fiche technique
- Titre : Une drôle de fin
- Titre original : A Futile and Stupid Gesture
- Réalisation : David Wain
- Scénario : Michael Colton et John Aboud d'après le livre de Josh Karp
- Musique : Craig Wedren
- Photographie : Kevin Atkinson
- Montage : David Egan, Jamie Gross et Robert Nassau
- Production : Peter Principato, Ted Sarandos et Jonathan Stern
- Société de production : Artists First et Abominable Pictures
- Pays :  États-Unis
- Genre : Biopic et comédie
- Durée : 101 minutes
- Dates de sortie : 
  - Netflix : 26 janvier 2018

## Distribution
- Will Forte (VF : Damien Ferrette) : Douglas Kenney
  - Martin Mull (VF : Michel Prud'homme) : Douglas de nos jours, le narrateur[1]
  - Frank et Morgan Gingerich : Douglas jeune
- Domhnall Gleeson : Henry Beard
- Neil Casey (VF : Olivier Chauvel) : Brian McConnachie
- Jon Daly : Bill Murray
- Nelson Franklin : P. J. O'Rourke
- John Gemberling : John Belushi
- Rick Glassman : Harold Ramis
- Seth Green : Christopher Guest
- Max Greenfield : Chris Miller
- Harry Groener : Harry Kenney, le père de Douglas
- Camille Guaty (VF : Marie Chevalot) : Alex Garcia-Mata
- Ed Helms : Tom Snyder
- Thomas Lennon (VF : Jérémy Prévost) : Michael O'Donoghue
- Joe Lo Truglio (VF : Marc Perez) : Brad Zotti
- Matt Lucas (VF : Nicolas Djermag) : Tony Hendra
- Natasha Lyonne (VF : Isabelle Sempéré) : Anne Beatts
- Joel McHale (VF : Alexis Victor) : Chevy Chase
- Annette O'Toole : Stephanie Kenney, la mère de Douglas
- Emmy Rossum (VF : Anne Tilloy) : Kathryn Walker
- Jackie Tohn : Gilda Radner
- Matt Walsh (VF : Jean-François Aupied) : Matty Simmons
- Finn Wittrock : Tim Matheson
- Elvy Yost : Mary Marshmallow
- David Wain : l'intervieweur
- Brad Morris (VF : Emmanuel Curtil) : Peter Ivers
- Michael Sherman : Ed Sullivan

## Accueil
Le film a reçu un accueil mitigé de la critique. Il obtient un score moyen de 55 % sur Metacritic.